# Herbert Baddeley
Herbert Baddeley (ur. 11 stycznia 1872 w Bromley, zm. 20 lipca 1931 w Cannes) – brytyjski tenisista, zwycięzca Wimbledonu w grze podwójnej.

## Kariera tenisowa
Syn londyńskiego adwokata, praworęczny, zapisał się w kronikach Wimbledonu przede wszystkim jako deblista w parze z bratem-bliźniakiem Wilfredem Baddeleyem. Bracia Baddeleyowie dominowali w turnieju w latach 90., przejmując rolę czołowych deblistów od innych bliźniaków Williama i Ernesta Renshawów. Zdobyli łącznie cztery tytuły wimbledońskie, nieprzerwanie uczestnicząc w meczach o tytuł w latach 1894–1897.
W 1891 Baddeleyowie wygrali po raz pierwszy, pokonując w finale broniących tytułu Franka Stokera i Joshuę Pima. Rok później stracili tytuł na rzecz Harolda Barlowa i Ernesta Lewisa. W latach 1894–1896 Baddeleyowie pozostawali na Wimbledonie niepokonani, w kolejnych finałach wygrywając z Haroldem Barlowem i Charlesem Martinem (1894), Ernestem Lewisem i Wilberforcem Eavesem (1895) oraz Reginaldem Dohertym i Haroldem Nisbetem (1896). W 1897 Baddeleyowie nie sprostali Reginaldowi i Lawrencowi Dohertym.
Poza Wimbledonem Baddeleyowie wygrali dwukrotnie mistrzostwa Irlandii (1896, 1897). Herbert Baddeley występował również w grze pojedynczej, ale nie odnosił takich sukcesów jak brat, trzykrotny triumfator Wimbledonu. Do jego największych osiągnięć można zaliczyć trzy wimbledońskie półfinały (1894, 1895, 1896).

### Finały w turniejach wielkoszlemowych

#### Gra podwójna (4–2)
| Końcowy wynik | Nr | Data | Turniej           | Nawierzchnia | Partner          | Przeciwnicy                       | Wynik finału            |
| ------------- | -- | ---- | ----------------- | ------------ | ---------------- | --------------------------------- | ----------------------- |
| Zwycięzca     | 1. | 1891 | Wimbledon, Londyn | Trawiasta    | Wilfred Baddeley | Joshua Pim Frank Stoker           | 6:1, 6:3, 1:6, 6:2      |
| Finalista     | 1. | 1892 | Wimbledon, Londyn | Trawiasta    | Wilfred Baddeley | Harold Barlow Ernest Lewis        | 6:4, 2:6, 6:8, 4:6      |
| Zwycięzca     | 2. | 1894 | Wimbledon, Londyn | Trawiasta    | Wilfred Baddeley | Harold Barlow Charles Martin      | 6:1, 6:3, 1:6, 6:2      |
| Zwycięzca     | 3. | 1895 | Wimbledon, Londyn | Trawiasta    | Wilfred Baddeley | Wilberforce Eaves Ernest Lewis    | 8:6, 5:7, 6:4, 6:3      |
| Zwycięzca     | 4. | 1896 | Wimbledon, Londyn | Trawiasta    | Wilfred Baddeley | Reginald Doherty Harold Nisbet    | 1:6, 3:6, 6:4, 6:2, 6:1 |
| Finalista     | 2. | 1897 | Wimbledon, Londyn | Trawiasta    | Wilfred Baddeley | Lawrence Doherty Reginald Doherty | 4:6, 6:4, 6:8, 4:6      |